# お相撲さんプロモーションズ
お相撲さんプロモーションズは、株式会社シリウス（2012年7月に設立、墨田区内でデイサービス施設を運営）の相撲事業部である。
元力士の引退後の支援を目的に設立されており、代表は上河啓介（元十両・若天狼）。体の大きな人材・大相撲のネット中継の解説者のキャスティングや、元行司や元呼出・現役力士のキャスティング、相撲イベントの出演や朝稽古の見学の手配などさまざまな業務を行っている。

## 所属元力士
- KONISHIKI
- 浜亮太
- 若ノ城
- 若天狼…株式会社シリウス代表 上河啓介
- 若兎馬
- 将軍岡本
- 両國宏
- 大鷲透
- 三杉里
- 西野邦昭
- 関口貴光(元幕下・皇都山)
- 大岩戸義之
- 駿馬赤兎

## 所属芸能人・文化人
- やくみつる